# Chován Gábor
Chován Gábor (Budapest, 1978. április 29. –) magyar színművész.

## Életpályája
1998–2002 között a Színház- és Filmművészeti Egyetem hallgatója volt. 2002–2004 között a nyíregyházi Móricz Zsigmond Színház tagja volt. 2004–2007 között szabadúszó volt. 2007-től a Honvéd Kamaraszínházban játszott. 2016-tól a Budaörsi Latinovits Színház tagja, ahol előtte vendégként már több éve szerepelt.

## Fontosabb színházi szerepei
- Cziglényi Boglárka: Fény Presszó (Idegen) – 2017/2018
- Thornton Wilder: A Házasságszerző (Cornelius Hackl) – 2017/2018
- John Steinbeck: Egerek És Emberek (Slim) – 2017/2018
- Görgey Gábor: Komámasszony, Hol A Stukker? ( Kiss, Az Intellektuel) – 2017/2018
- Mihail Jurjevics Lermontov: Álarcosbál (Adam Petrovics Sprich) – 2016/2017
- Karel Čapek: A Fehér Kór (Leprás, Szárnysegéd, Az) – 2016/2017
- Thomas Middleton – William Rowley: Maskarák (Franciscus, Nemesur Vermandero Kíséretében, És Álápoltak Alibius Intézményében) – 2016/2017
- Alfonso Paso: Hazudj Inkább, Kedvesem! (Lorenzo) – 2016/2017
- Carlo Collodi – Litvai Nelli: Pinokkió (Ii. Nyest, Tonhal, 2. Nyúl) – 2015/2016
- William Shakespeare: Rómeó És Júlia (Paris, Ifjú Gróf, A Herceg Rokona) – 2015/2016
- Garai Judit: H@Hamlet (Szereplő, Szereplő) – 2015/2016
- Wolfgang Amadeus Mozart – Lorenzo Da Ponte – Pierre Augustin Caron De Beaumarchais: Figaro Házassága (Basilio, Zenemester) – 2014/2015
- Agatha Christie: Egérfogó (Trotter Felügyelő) – 2014/2015
- Anton Pavlovics Csehov: Három Nővér (Versinyin Alexandr Ignatyevics, Alezredes, Tüzérezred Parancsnok, Versinyin Alexandr Ignatyevics, Alezredes, Tüzérezred Parancsnok) – 2014/2015
- Oleg Bogajev: Orosz Népi Posta (V. I. Lenin, A Proletariátus Vezére) – 2014/2015
- Friedrich Schiller: Ármány És Szerelem (Wurm, A Miniszterelnök Titkára) – 2014/2015
- Molière: A Képzelt Beteg (Tamáska) – 2013/2014
- My Little Gólem (Szereplő) – 2013/2014
- Góczán Judit: A Hold Gyermekei (Szereplő, Szereplő) – 2013/2014
- Illyés Gyula: Testvérek (Dózsa Gergely) – 2013/2014
- Robert James Waller: A Szív Hídjai (Szereplő, Szereplő) – 2012/2013
- 6g (Szereplő) – 2012/2013
- Borbély Szilárd: Akár Akárki (Szereplő) – 2012/2013
- Blue Hotel (Szereplő, Szereplő) – 2012/2013
- Keselyűfészek (Simon József) – 2012/2013
- Kárpáti Péter – Jánossy Lajos: Hajrá Háry! (Chován Aspiráns, Chován Aspiráns) – 2011/2012
- William Shakespeare: Tévedések Vígjátéka (Kóbor Antipholus – Efezusi Antipholusz) – 2009/2010
- Háló Nélkül (Szereplő) – 2009/2010
- Bertolt Brecht: Kaukázusi Krétakör – Tatabánya (Szimon Csacsava, Vértes 3, Sánta) – 2009/2010
- Sergi Belbel: Mobil (Jan) – 2008/2009
- Musztafa, Gyere Haza! (Ábrahám, Fenyő Musztafa, Ádám) – 2007/2008
- Horváth Péter: Bevetés (Ilyen A Boksz) – Local Global Time (Rendező, Eminens) – 2007/2008
- Medeia (Szereplők) – 2006/2007
- Rejtő Jenő – Kárpáti Péter: Az Öldöklő Tejcsarnok (Avagy Piszkos Fred Nem Lép Közbe Sajnos) (Jenőke) – 2006/2007
- Örkény István: Pistipistipistipisti (Szereplő) – 2006/2007
- Bertolt Brecht: A Szecsuáni Jólélek (Lin To, Asztalos , Fiú, Isten) – 2005/2006
- Barta Lajos: Szerelem (Ifj. Biky, A Fia, Költő) – 2005/2006
- Csokonai Vitéz Mihály: Tempefői (Báró Serteperti, Egyik Hajdú) – 2004/2005
- Oscar Wilde: Salome (Szereplők) – 2004/2005
- Arnold Wesker: A Konyha (Kevin) – 2004/2005
- Kárpáti Péter: A Negyedik Kapu (Szereplő) – 2003/2004
- William Shakespeare: Athéni Timon (Színész) – 2000/2001

## Filmjei
- Lieb Ferenc, az edelényi festő (2012) – Lieb Ferenc
- Hacktion: Újratöltve (sorozat, 2013) – Fonyó Gergely
- Tóth János (sorozat, 2019)
- Drága örökösök (sorozat, 2019) – Hámori Barbara
- Jófiúk (sorozat, 2019) – Kapitány Iván
- Mintaapák (sorozat, 2020)
- A mi kis falunk (sorozat, 2023) – Kapitány Iván
- A renitens (sorozat, 2025) – Fazekas Csaba